# Альберто Ломбарді
Альберто Ломбарді (італ. Alberto Lombardi, 21 серпня 1893 — 10 квітня 1975) — італійський вершник.
Бронзовий призер Олімпійських Ігор 1924 року в командному триборстві.